# Motortuning

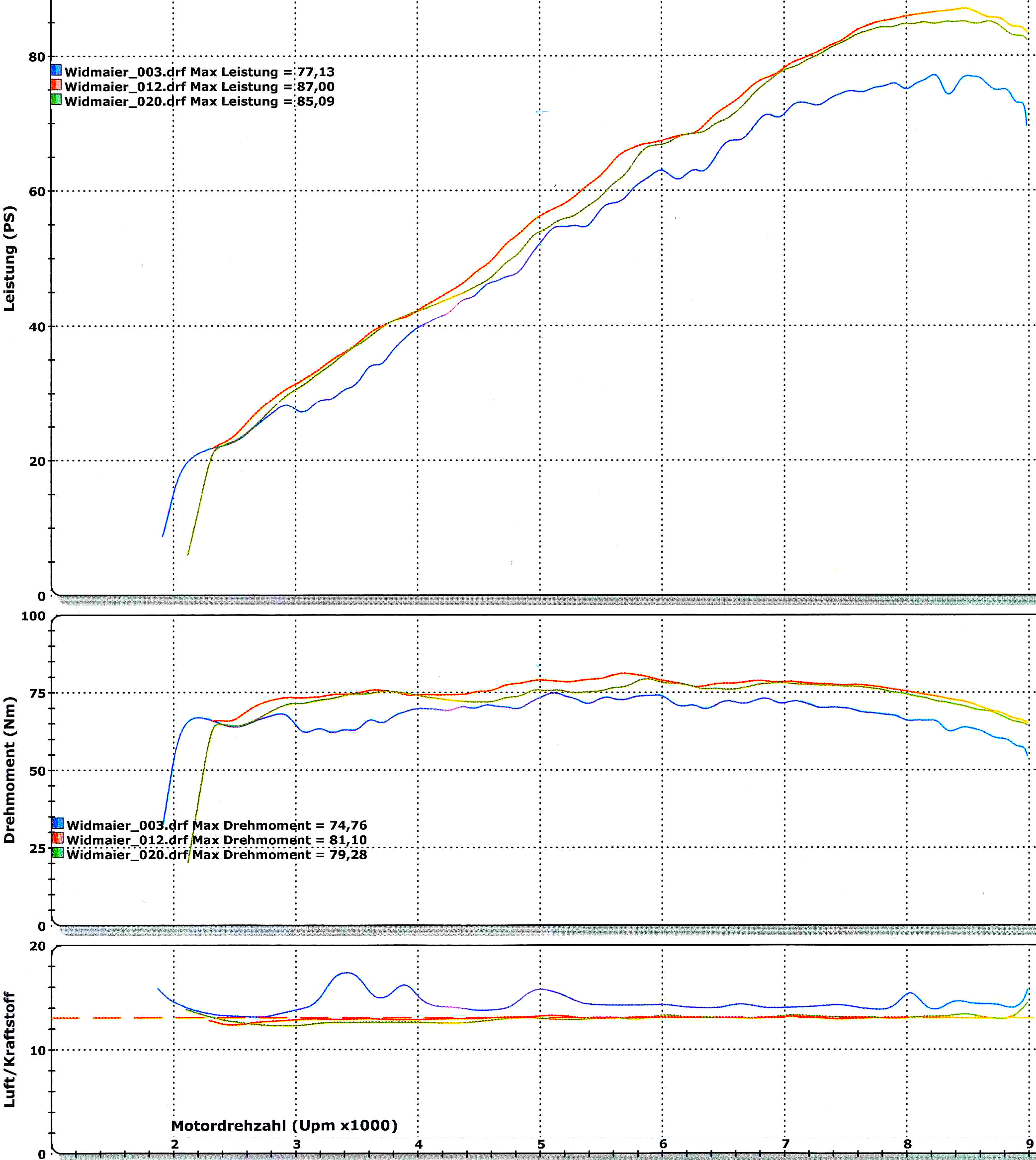
Tuning-Diagramme einer BMW F 800 GS: blaue Kurve BMW Werksregelung, grüne und rote Kurven alternative Regelungen eines Motor-Feintunings. Die drei Diagramme aufgezeichnet über die Motordrehzahl: oben Leistung in PS, Mitte Drehmoment in Nm, unten Luft-Benzin-Gemischverhältnis. Das Tuning erzielte eine leicht höhere Leistung (max. 13 %) und einen saubereren und effizienteren Verbrennungsvorgang durch eine bessere Steuerung des Gemischverhältnis.

Der Begriff Motortuning beschreibt, typischerweise nachträgliche, nicht durch den Hersteller durchgeführte, leistungs- oder effizienzsteigernde Maßnahmen an Verbrennungsmotoren. Diese Tuningmaßnahmen werden mit den üblichen Motormetriken wie PS/kW oder Drehmoment über der Drehzahl charakterisiert. Der englische Begriff Tuning bedeutet eigentlich (Fein-)Abstimmung.

## Geschichte
In den 1970er Jahren war das Tunen von Motoren fast als Volkssport zu bezeichnen, viele Arbeiten wurden zu Hause in Eigenregie durchgeführt. Im Laufe der Zeit entdeckten jedoch Firmen und namhafte Autohersteller dieses lukrative Geschäft. So hat z. B. Mercedes von den drei größten, konkurrierenden Autotunern von Mercedesmodellen AMG, Brabus und Lorinser die Firma AMG aufgekauft. Diese stellt heute unter der Marke Mercedes-AMG getunte Fahrzeuge von Mercedes her.

## Prinzipien
In der Theorie der Motorenentwicklung beleuchtet man das Thema Leistungssteigerung einer vorhandenen Maschine ausschließlich aus den folgenden drei Perspektiven:

### Erhöhung des Mitteldruckes
Der Mitteldruck ist die in einem Arbeitsspiel vom Motor geleistete Arbeit, auf den Hubraum bezogen. Erhöhen des Mitteldrucks steigert das Drehmoment. Alle Maßnahmen außer der Hubraumerhöhung und der Drehzahlsteigerung dienen der Mitteldruckerhöhung. D.h. der Verbrennungsdruck muss gesteigert werden und die Druckverluste durch den Ladungswechsel (Ansaugen, Ausschieben der Verbrennungsgase) müssen reduziert werden. Typische Maßnahmen sind bei Saugmotoren die Verdichtungserhöhung und bei Turbomotoren die Ladedruckerhöhung.

### Erhöhung des Hubvolumens
Die Vergrößerung des Hubraums erhöht den Massendurchsatz und somit die pro Arbeitstakt chemisch umsetzbare Menge an Kraftstoff. Die maximal mögliche Luftmenge wird somit erhöht, dies geschieht mit Aufbohren der Zylinder oder Änderungen an der Kurbelwelle (Huberhöhung). Durch die vergleichsweise sehr hohen Kosten ist diese Tuningvariante bei modernen Motoren sehr selten geworden.

### Erhöhung der Drehzahl
Bei Betrachtung der Leistungsformel kann durch Drehzahlerhöhung ebenfalls eine Leistungssteigerung erzielt werden. Wenn das anstehende Drehmoment bei Nenndrehzahl erhöht wird, erhöht sich die Leistung ebenfalls wie aus der Formel erkennbar ist. Eine alleinige Drehzahlerhöhung ermöglicht keine Leistungssteigerung, wenn keinerlei andere Anpassungen durchgeführt wurden (Beispiel: Drehzahlbegrenzer entfernen). Die maximale Drehzahl ist durch Strömungsverluste, die notwendige Zeit für die Gemischbildung und die maximale Kolbengeschwindigkeit begrenzt. Ein gutes Beispiel war der Audi RS6 Plus, bei diesem wurde der Ladedruck länger auf seinem Maximum gehalten und erhielt bei gleichbleibendem Mitteldruck/Drehmoment, Hubraum und maximal möglicher Drehzahl eine Leistungssteigerung von 30 PS.

## Motorleistungsformel
{\displaystyle P=M\cdot \omega ={\frac {M\cdot \pi \cdot n}{30000}}}
{\displaystyle P} = Motorleistung in kW
{\displaystyle \omega } = Winkelgeschwindigkeit
{\displaystyle M} = Drehmoment in Nm
{\displaystyle n} = Nenndrehzahl (Motordrehzahl) in 1/min
oder  {\displaystyle P={\frac {p\cdot A\cdot s\cdot z\cdot n}{t\cdot 300}}}
{\displaystyle p} = mittlerer effektiver Arbeitsdruck in bar
{\displaystyle A} = Kolbenfläche in dm²
{\displaystyle s} = Hub in dm
{\displaystyle t} = Umdrehungen pro Arbeitsspiel (1 bei Zweitaktmotoren, 2 bei Viertaktmotoren)
{\displaystyle z} = Zylinderzahl
Diese Formel verdeutlicht die unter Prinzipien angesprochenen Verfahrensweisen:
Erhöhung des Mitteldrucks (p)
Erhöhung des Hubvolumens (A×s×z)
Erhöhung der Nenndrehzahl (n)
1 PS entspricht 735,49875 W. Um kW in PS umzurechnen, muss folglich die Kilowattzahl durch 0,73549875 geteilt oder mit 1,3596216173 malgenommen werden.

## Diskussion
Da ein Serienmotor häufig hinsichtlich Effizienz, Umweltverträglichkeit und Lebensdauer einen ausgewogenen Kompromiss darstellt, sollte er nicht leichtfertig verändert werden. Jedoch gibt es durchaus Anwendungsfälle, in denen ein Tuning der Werkskompromisslösung in eine spezialisiertere Richtung (höhere Leistung, höhere Effizienz etc.) sinnvoll sein kann. Auch kann ein erneutes (Fein-)Tuning eine bessere Abstimmung eines Motors erzielen als die ursprüngliche Werksabstimmung durch den Hersteller eines Motors am Anfang dessen Lebens. Will man jedoch einen potentiellen Gesetzeskonflikt sicher ausschließen, kann es sich als Alternative zu einer Leistungssteigerung durch Tuning empfehlen, die nächststärkere Variante des entsprechenden Serienfahrzeuges zu wählen.